# Spencer Fullerton Baird
Spencer Fullerton Baird (3 de febrer del 1823 - 19 d'agost del 1887) fou un ornitòleg i ictiòleg nord-americà.
Baird nasqué a Reading a l'estat de Pennsilvània. Es formà a la Facultat de Dickinson, a Carlisle el 1840. L'any següent feu una excursió ornitològica per les muntanyes de Pennsilvània caminant, segons un dels seus biògrafs, 650 km en vint-i-un-dies i 95 l'últim dia. El 1838 es va trobar amb John James Audubon, d'aleshores ençà es va passionar per a la investigació foren ornitològica. Audubon li va donar una part de la seva pròpia col·lecció d'ocells.
Després d'estudiar medicina durant un temps, Baird esdevingué professor d'història natural a la Facultat de Dickinson el 1845 i assumeix també la càtedra de química. Fa classes de fisiologia i matemàtiques. Aquesta varietat de treballs en una facultat petita eixamplà el seu interès científic, un fet que el va caracteritzar per tota la vida, i que en va fer possiblement l'home més representatiu de la ciència d'Amèrica de l'època. Fou secretari adjunt de la Smithsonian Institution de Washington DC entre el 1850 i el 1878. Hi encoratjà el treball de joves naturalistes al Megatherium Club. Amb la mort de Joseph Henry, passà a ocupar el càrrec de secretari. També fou Comissari Nord-america de Peixos i Pesca des del 1871 fins a la seva mort.
Com a empleat de la Smithsonian, Baird havia de supervisar els treballadors en àmbits notablement diferents. Així doncs, exceptuant les contribucions compaginatdes amb altres científics, els seus estudis i escrits publicats toquen diverses àrees, com ara la iconografia, geologia, mineralogia, botànica, antropologia, zoologia general i, en particular, ornitologia. Durant molts anys, va publicar un volum anual que resumia el progrés en tots els àmbits científics investigats. Fou el supervisor general, entre el 1850 i el 1860, d'unes expedicions del govern, incloses les Pacific Railroad Surveys per tal d'explorar científicament la part occidental dels Estats Units, preparant un manual d'Instrucció de Recol·leccions.